# Gonja (popolo)
I Gonja (chiamati anche Ghanjawiyyu o Ngbanya) sono un gruppo etnico dell'Africa occidentale, stanziato soprattutto in Ghana, nella regione di Savannah. Appartengono al più ampio raggruppamento dei popoli Guan e parlano la lingua gonja, appartenente al sottogruppo Tano delle lingue kwa.
La maggior parte dei Gonja sono musulmani, ma incorporano ancora pratiche e credenze tradizionali. Si convertirono all'Islam intorno al XVIII secolo a causa dell'influenza dei missionari musulmani che si stabilirono nella regione.
Tra il XVII e il XIX secolo, i Gonja costituirono un proprio stato, il regno di Gonja, che sopravvive oggi come regno cerimoniale all'interno della repubblica del Ghana. L'attuale yagbongwura è Bikunuto Jewu Soale I, che ricopre la carica dal 2023.